# Freycinetia longifolia
Freycinetia longifolia är en enhjärtbladig växtart som beskrevs av Huynh. Freycinetia longifolia ingår i släktet Freycinetia och familjen Pandanaceae. Inga underarter finns listade.